# フィリップ・ラステリ
フィリップ・"ラスティー"・ラステリ（Philip "Rusty" Rastell, 1918年1月31日 - 1991年7月24日）は、ニューヨークのマフィア、ボナンノ・ファミリーのボスだった人物。クイーンズ区マスペス地区出身。
ラステリはブルックリン区に居を構え、麻薬密売と高利貸しを稼業にしていた。ラステリは彼の妻コニーにまとわりついていた前夫をビルから突き落として殺害した。また、コニーはラステリが強盗を働いたあと逃走用の車を運転する役目を請け負い、そして、彼女は、ラステリの多くの愛人達を嫌い、妊娠した女達には中絶させていたと言われている。
1962年、コニーはラステリとの離婚調停の折、ラステリの慰謝料に不満を持ち、ラステリの麻薬密売行為を当局へ密告すると脅迫したが、それが原因で射殺された。警察当局は、ラステリ自身が妻を殺害したか、あるいは誰かに命じたと考えたが、結局、彼を起訴するのに十分な証拠が得られなかった。
1973年、ボナンノ・ファミリーのボスだったナターレ・エヴォラ（Natale Evola）が死亡後、ラステリはファミリーのボスとして組織を受け継いだ。ラステリは、1974年初め頃までボナンノの正式なボスだった。だが、1975年、投獄されていたラステリは独占禁止法違反及び違法金利により起訴された。1976年8月27日、彼は有罪を宣告され、独占禁止法違反で1年、そして違法金利で10年の懲役を言い渡された。1974年、カーマイン・ギャランテが刑務所から出所すると、公式なボスはラステリのままだったが、ギャランテがファミリーの権力を奪取していった。ラステリは、他のファミリーの支持の元に1979年にギャランテを暗殺し、暗殺を実行したソニー・ブラック（Dominick "Sonny Black" Napolitano）をストリート・ボスに任命した。ギャランテ暗殺の後、ラステリは再度ボスの座に返り咲いた。そして、その後は、ボナンノ・ファミリーの長年のメンバーである、サルヴァトーレ・フェルッギアらを「表向きのボス」にして、組織を刑務所内からコントロールするようになった。
1981年、ファミリー内部においてラステリがボスの座である事に不満を持つ者達による内紛が発生した。この問題は、刑務所内にいるラステリがボスの座に居座ることに不満を持っていたグループのリーダー的存在だった幹部のソニー・レッド・インデリカート（Alphonse "Sonny Red" Indelicato）を含む数人の死により終結した。この血生臭い内紛劇は、"ドニー・ブラスコ"という名でボナンノ・ファミリー内部に潜入活動していたFBI捜査官ジョゼフ・D・ピストーネ（Joseph D. Pistone）も目撃していた。同年、ピストーネは任務を終え、彼の正体が明るみに出たためにソニー・ブラックら彼に関わった関係者が殺害された。
1984年、ラステリは刑務所から仮釈放されると、早速、1981年に起きた内紛による組織力の低下及び、FBI潜入捜査官ドニー・ブラスコによってもたらされた、マフィアとしての面目を潰された事等、下降線を辿り始めた組織を以前の状態に戻すべく建て直しを試みた。
長年に渡り、アメリカ・マフィアは麻薬取引に直接関与せず、ボス達も彼らの部下に対し麻薬取引に関係しないように命じていたと信じられていた。だが、多くのメンバーはその命令に背いており、ボナンノ・ファミリーでは麻薬取引は最も大きな収入源となって、モントリオールにあるファミリーの支部が麻薬取引の重要拠点となっていた。ボナンノ・ファミリー内にいたシチリア出身のメンバー(ZIPS）らが中心となり、カナダに輸入された麻薬をアメリカに輸送していた。さらに彼らは他のマフィア・ファミリーと共に麻薬の卸売り及び分配等を国中の犯罪グループに対して行い支配していた。
ラステリは、1986年有名なマフィア・コミッション裁判（Mafia Commission Trial）において告訴された。しかし、ラステリと副ボスのジョゼフ・マッシーノらは、既に強請行為に対して告訴されており、また検察官らの支持もあって、マフィア・コミッション裁判からは切り離された。
1987年、ラステリは懲役12年の禁固刑を言い渡された。こうして、69歳になっていた彼は町から追い出され、そして再び刑務所内から自由に組織をコントロール出来ないようになった。
1991年7月21日、人道的処置からラステリは再び出所したが、その3日後、クイーンズ病院にて73歳で死去した。死因は肝臓癌だった。
ラステリの死後、ボナンノ・ファミリーはジョゼフ・マッシーノ（Joseph Massino）が跡を引き継いだ。